# Blinatumomab
Le blinatumomab (MT103 ; Blincyto) est un médicament anticancéreux utilisé pour traiter la leucémie aiguë lymphoblastique (LAL) à précurseurs B en rémission hématologique complète. Blinatumomab a obtenu l'autorisation de mise sur le marché par l'agence européenne du médicament le 23 novembre 2015. Il a bénéficié de la procédure réservée aux médicaments orphelins dans l'indication : « leucémie aiguë lymphoblastique ». La spécialité est exploitée par le laboratoire Amgen sous le nom de Blincyto et se présente sous forme de poudre injectable dosée à 38,5 µg pour solution à diluer.

## Historique de découverte
La société Micromet a été créée en 1993 par Gerd Riethmüller, immunologiste reconnu. Celle-ci résultait d'une société dérivée (spin off) de l'Institut d'immunologie de l'Université de Munich. Patrick Baeuerle rejoint la société en 1998 et devient alors scientifique en chef de la société. À ce titre il a mis au point une plateforme de découverte de nouveaux anticorps monoclonaux. La société a été rachetée en 2012 par Amgen (Thousand Oaks, Californie, États-Unis) pour 1,16 milliard de dollars. Le blinatumomab, un anticorps bi-spécifique anti-CD19/CD3, a été développé par Amgen en vue de son exploitation en clinique.

## Indications, posologies et modalités d'administration

### Modalités d'administration
Le flacon contient 38,5 µg de blinatumomab. Le produit doit être reconstitué avant administration en perfusion continue.

## Mécanisme d'action
Il s'agit d'un anticorps monoclonal, obtenu par biotechnologie, qui se fixe simultanément sur les lymphocytes T cytotoxiques CD3+ et sur les lymphocytes B CD19+, ce qui permet la destruction de ces derniers par les premiers.

## Études cliniques
Dans une étude sur une cohorte de patients présentant une leucémie lymphoblastique positive au chromosome Philadelphie, deux cycles de traitement en première ligne d'une association Dasatinib–Blinatumomab avec un traitement glucocorticoïdes associé a permis une bonne survie sans effets indésirables majeurs.

### Phase I/II
Deux études de phase II ont été menées : les études 206 et 211.

#### Étude 206
Il s'agissait d'une étude ouverte, multicentrique, avec escalade de dose et menée auprès de 36 patients.

#### Étude 211
Il s'agissait d'une étude ouverte, multicentrique avec un seul groupe de patients. Les patients ont reçu du blinatumomab en perfusion intraveineuse, à raison de 9 μg/jour les sept premiers jours, puis de 28 μg/jour pendant 4 semaines. Ce cycle a été répété toutes les 6 semaines (jusque 5 cycles). Le critère principal de l'étude était la rémission complète ou une rémission partielle avec une récupération hématologique évaluée par la numération formule sanguine, le tout au cours des deux premiers cycles.
L'étude s'est déroulée de janvier 2012 à octobre 2013 et comprenait 189 patients recevant uniquement du blinatumomab (sans comparateur). Après deux cycles, 33 % des patients ont présenté une réponse complète et 10 %, une réponse partielle. Tous les patients en rémission ont subi une greffe de cellules souches allogéniques.
Les effets indésirables de grade 3 les plus fréquents ont été la neutropénie fébrile (25 % des patients), la neutropénie (16 %) et l'anémie (14 %). Des troubles neurologiques graves sont survenus chez 13 % des patients. Trois patients (2 %) ont eu un syndrome de libération cytokinique et trois patients sont décédés des suites d'une infection liée au traitement.

### Phase III
Il allonge davantage la survie des patients ayant une leucémie aiguë lymphoblastique récidivante ou réfractaire, comparativement à une chimiothérapie habituelle.

### Phase IV
Dans le cadre des essais cliniques et après la commercialisation, des cas de pancréatite aiguë ont été rapportés.

## Renseignements administratifs

### Aux États-Unis
La FDA a octroyé une autorisation de mise sur le marché décembre 2014, avec seulement 3 mois de recul, au vu des résultats de phase II.

### En Europe
Le blinotumumab a reçu le statut de médicament orphelin en 2009.

#### Autorisation de mise sur le marché (AMM)
Le comité des médicaments à usage humain (CHMP) a rendu en septembre 2015 un avis favorable pour une AMM dans le traitement de la leucémie aigüe lymphoblastique à chromosome Philadelphie négative.

#### En France
Blincyto est réservée aux médecins spécialistes en hématologie dans l'indication  en monothérapie dans le traitement des patients adultes présentant une leucémie aiguë lymphoblastique (LAL) à précurseurs B exprimant le CD19 avec chromosome Philadelphie négatif en rechute ou réfractaire.
Cette spécialité n'est pas disponible en pharmacie de ville, son usage est réservé à l'hôpital sans possibilité de rétrocession. Le prix est d'environ 2 800 € HT le flacon de 38,5 µg de blinatumomab.